# Stadion Miejski (Poznań)
A Poznańi Városi Stadion (lengyelül: Stadion Miejski w Poznaniu) egy labdarúgó stadion Poznańban, Lengyelországban.
A stadion a Lech Poznań nevezetű helyi csapat otthonául szolgál, illetve a 2012-es labdarúgó-Európa-bajnokság egyik leendő helyszíne. Befogadóképessége 43 269 fő számára biztosított, amely mind ülőhely. A stadiont a jelenleg másodosztályban szereplő Warta Poznań is használja.
Az Ekstraklasa mezőnyében a harmadik, míg Lengyelországban az ötödik legnagyobb stadionnak felel meg.
A stadionavatót 2010. szeptember 20-án tartották, melyen Sting adott koncertet.

## Története
A stadiont az 1960-as években kezdték építeni, hogy az akkori lengyel bajnokságban szereplő Lech Poznań csapatának otthona legyen. Az építkezés 1980-ban ért véget. Lengyelország 2007 áprilisában nyerte el a 2012-es labdarúgó-Európa-bajnokság társrendezési jogát. A poznańi stadiont a pályázatban foglaltak szerint kezdték alkalmassá tenni az EB megrendezésére. 2012-re a létesítményt egy 40-45 ezer főt befogadó stadionná építették fel, ahol a 2012-es labdarúgó-Európa-bajnokság csoportmérkőzései közül hármat rendeznek meg.

## Magyar vonatkozású mérkőzések
A magyar labdarúgó-válogatott 2011. november 15-én játszotta története első mérkőzését a poznańi stadionban.
| #  | Dátum              | Kiírás     | Hazai csapat  | Vendégcsapat | Eredmény |
| -- | ------------------ | ---------- | ------------- | ------------ | -------- |
| 1. | 2011. november 15. | barátságos | Lengyelország | Magyarország | 2–1      |

## 2012-es Európa-bajnokság
A következő csoportmérkőzéseket rendezik a poznańi városi stadionban.
| Dátum       | Időpont (CEST) | Pályaválasztó | Eredmény | Vendég       | Forduló   | Nézők  |
| ----------- | -------------- | ------------- | -------- | ------------ | --------- | ------ |
| 2012.06.10. | 20.45          | Írország      | 1:3      | Horvátország | C csoport | 39 550 |
| 2012.06.14. | 18.00          | Olaszország   | 1:1      | Horvátország | C csoport | 37 096 |
| 2012.06.18. | 20.45          | Olaszország   | 2:0      | Írország     | C csoport | 38 794 |

## Galéria

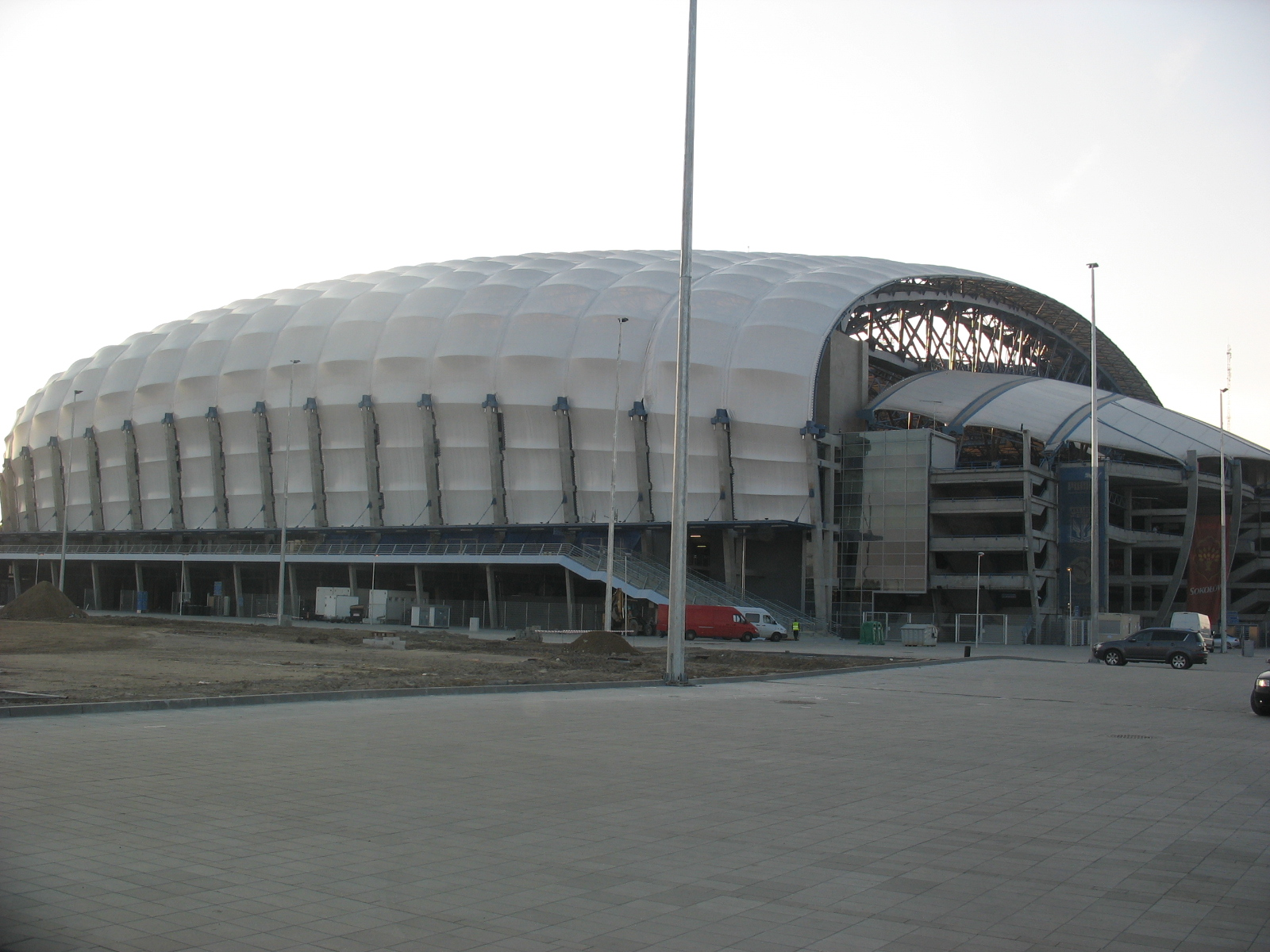
Az építkezések után (2010)
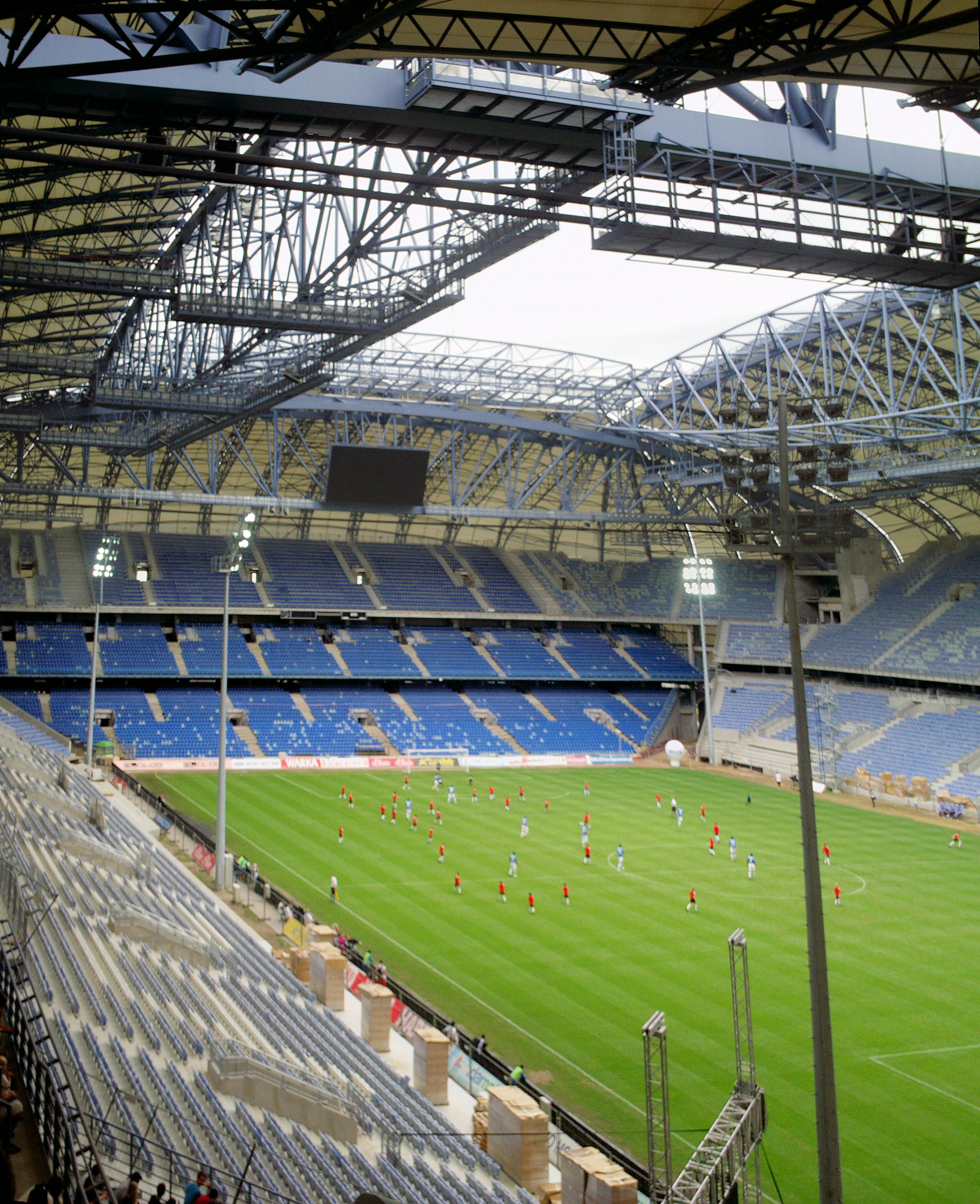
A stadion belseje (2010)
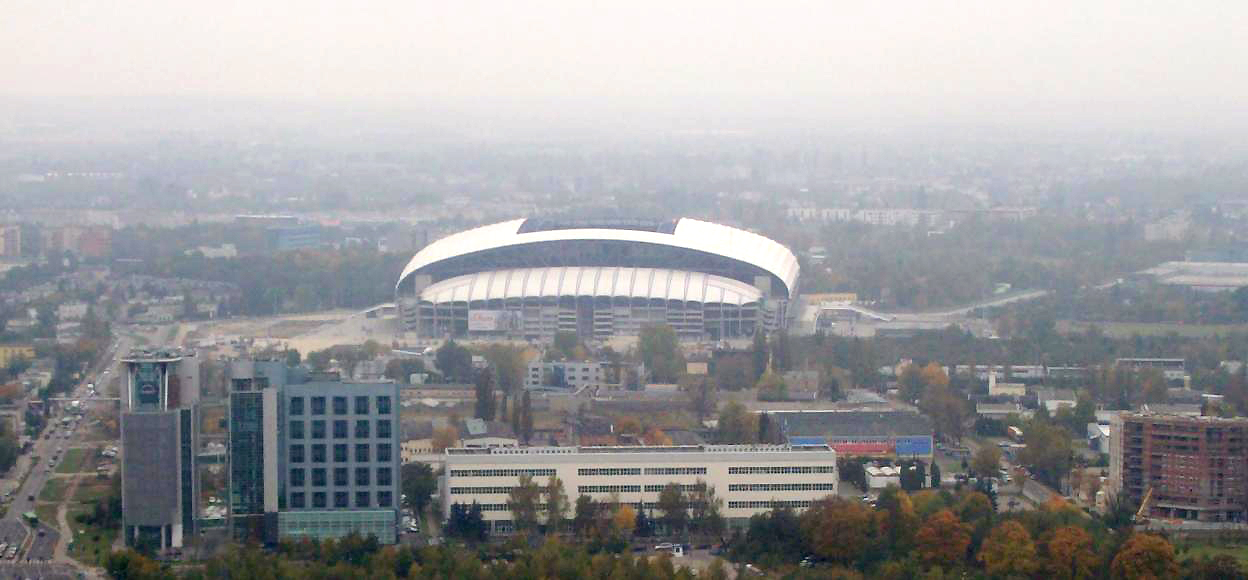
Madártávlatból (2010)
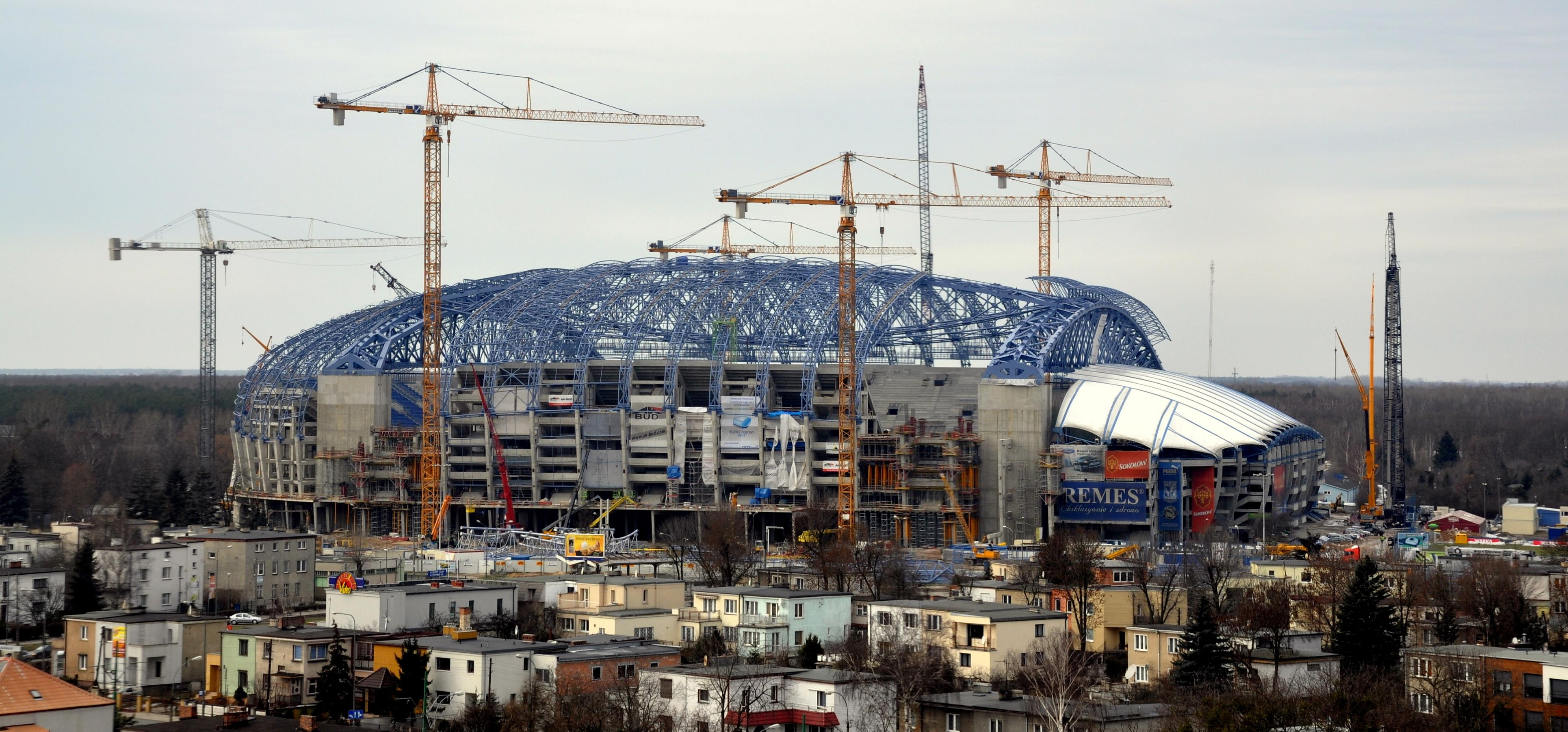
Építés közben (2010. március)
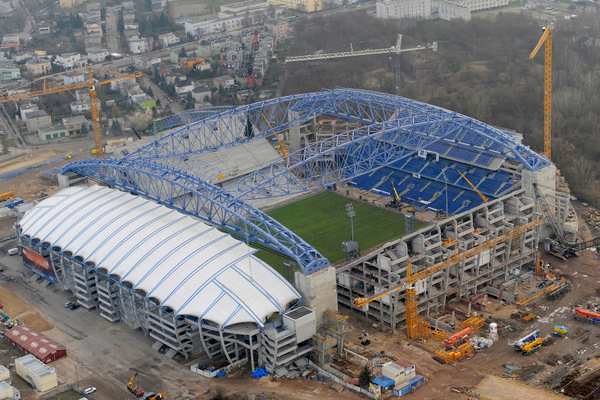
Építés közben - madártávlatból (2009)
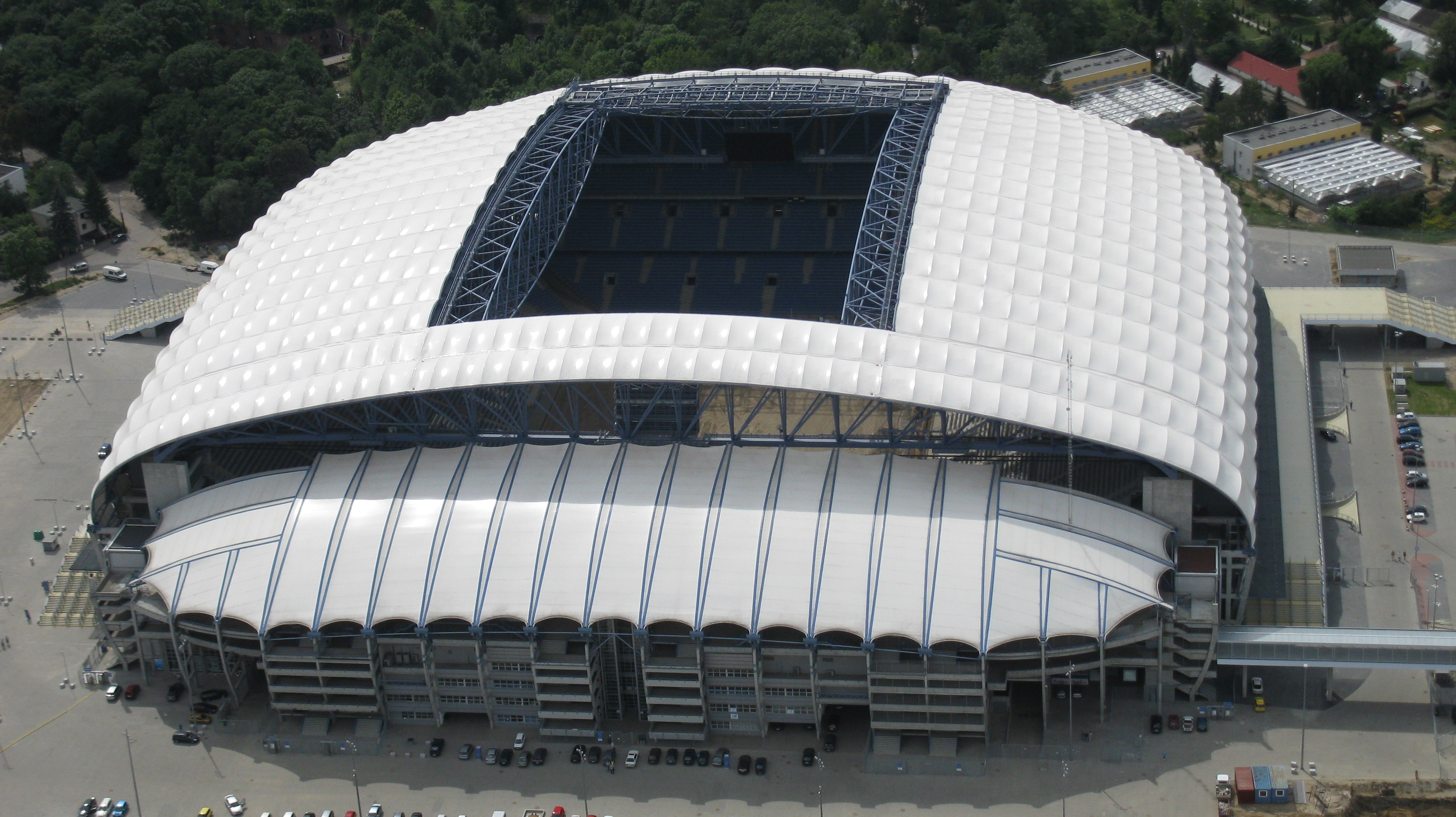
A kész stadion felül nézetből

## Külső hivatkozások
- A Lech Poznań honlapja
- A felújítás utáni állapot képekben
- Képek a stadion felújítási munkálatairól
- Stadion Miejski